# Gornja Studena
Gornja Studena (cyr. Горња Студена) – wieś w Serbii, w okręgu niszawskim, w mieście Nisz. W 2011 roku liczyła 322 mieszkańców.